# Stogovci, Apače
Stogovci este o localitate din comuna Apače, Slovenia, cu o populație de 148 de locuitori.